# Дельфін Рео
Дельфін Рео (фр. Delphine Réau, при народженні Расіне (Racinet), 19 вересня 1973) — французька стрілець, олімпійська медалістка.

## Виступи на Олімпіадах
| Олімпіада   | Дисципліна       | Місце |
| ----------- | ---------------- | ----- |
| Сідней 2000 | траншейний стенд | 2     |
| Пекін 2008  | траншейний стенд | 13    |
| Лондон 2012 | траншейний стенд | 3     |